# Laurell K. Hamilton

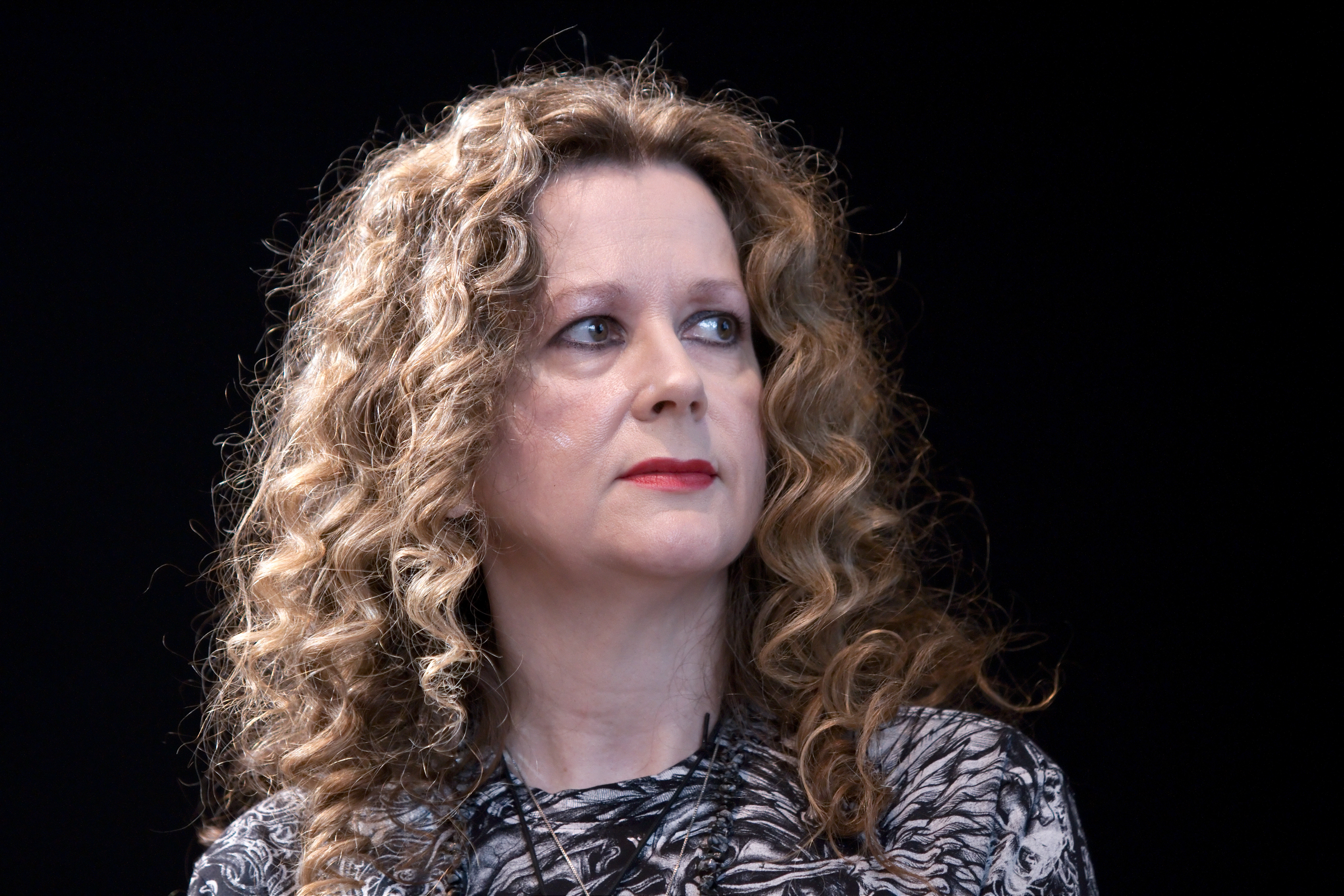
Laurell K. Hamilton – Paris 2010

Laurell K. Hamilton (* 19. Februar 1963 in Heber Springs, Arkansas) ist eine US-amerikanische Autorin von erotischen Fantasy- und Horrorromanen.

## Biographie
Nachdem ihre Mutter 1969 bei einem Autounfall gestorben war, wurde Laurell von ihrer Großmutter Laura Gentry in Sims (Indiana) erzogen. Schon mit dreizehn Jahren entschied sich Hamilton, Schriftstellerin zu werden. Sie besuchte die Indiana Wesleyan University, ein christliches College in Indiana, und machte ihre Diplome in Englisch und Biologie. Zunächst arbeitete sie als Lehrerin, später als Herausgeberin bei einem Unternehmen in Los Angeles. In dieser Zeit schrieb sie ihr erstes Buch Nightseer. Ihre erste Veröffentlichung war die Kurzgeschichte House of Wizards in Marion Zimmer Bradleys Fantasy Magazin Vol.1, Nr.4, 1989.
Mit ihrer Anita-Blake-Serie gelang ihr der Durchbruch. In Folge wurden zahlreiche ihre Bücher international verbreitete Bestseller.
Heute lebt Hamilton mit ihrem Mann und ihrer Tochter im St. Louis County, Missouri.

## Anita-Blake-Serie
Diese Serie stellt eine Mischung verschiedener Genres wie Horror, Mystery, Detektivroman, Fantasy, Science-Fiction, Thriller, Romanze und Liebesroman dar. Hamilton selbst beschreibt sie wie folgt: „Robert E. Howard meets J. R. R. Tolkien“.
Anita Blake lebt in St. Louis und ist ein Animator (Totenbeschwörer). Ursprünglich kann sie Untote lenken, später erweitert sich diese Fähigkeit auch auf Vampire. Im Hauptberuf erweckt sie Tote gegen Entgelt zum Leben, z. B. für Gerichtsbefragungen. Nebenbei arbeitet sie als lizenzierte Vampirhenkerin und als Beraterin der Polizei in übernatürlichen Kriminalfällen. Im Laufe der Serie verlagert sich der Schwerpunkt der Handlung von Detektivgeschichten zu Blakes verschiedenen romantischen Beziehungen und dem Ausbau ihrer übernatürlichen Fähigkeiten.
Eine Comicadaption des ersten Anita-Blake-Romans Guilty Pleasures erschien 2006 bei Marvel Comics.

## Meredith-Gentry-Serie
Meredith NicEssus (Merry Gentry) ist eine Feenprinzessin, halb Mensch und halb Fee. Als sterbliche Prinzessin am Dunklen Feenhof hatte sie jedoch einen schweren Stand, weshalb sie nach Los Angeles geflüchtet ist, um dort versteckt als Privatdetektivin zu arbeiten. Ihre Identität wird allerdings aufgedeckt und sie ist gezwungen an den Hof zurückzukehren. Um zu überleben, muss sie die politischen Ränke ihrer Feinde übertrumpfen und einen Thronerben zeugen. Die Serie lebt von der starken erotischen Spannung, den hintergründigen Konflikten und der Geschichte des Feenvolkes. Die Serie ist auf sieben bis zwölf Bücher ausgelegt.

## Bibliographie

### Englische Originalausgaben
Anita-Blake-Serie
- Laurell K. Hamilton: Guilty Pleasures. Jove Books, New York 1993. ISBN 0-515-13449-X.
- Laurell K. Hamilton: The Laughing Corpse. 1. Auflage. Ace Books, New York 1994. ISBN 978-0-441-00091-3.
- Laurell K. Hamilton: Circus of the Damned 1. Auflage. Ace Books, New York 1995. ISBN 978-0-441-00197-2.
- Laurell K. Hamilton: The Lunatic Cafe. Berkley Books, New York 2005. ISBN 978-0-425-20137-4.
- Laurell K. Hamilton: Bloody Bones. Berkley Books, New York 2006. ISBN 978-0-425-20567-9.
- Laurell K. Hamilton: The Killing Dance. 7. Auflage. Berkley Books, New York 2006. ISBN 978-0-425-20906-6.
- Laurell K. Hamilton: Burnt Offerings. 7. Auflage. Berkley Books, New York 2007. ISBN 978-0-425-21884-6.
- Laurell K. Hamilton: Blue Moon. Orbit, London 2000. ISBN 978-1-84149-053-3.
- Laurell K. Hamilton: Obsidian Butterfly. Ace Books, New York 2002. ISBN 978-0-441-00781-3.
- Laurell K. Hamilton: Narcissus in Chains. Berkley Books, New York 2001. ISBN 978-0-425-18168-3.
- Laurell K. Hamilton: Cerulean Sins. Berkley Books, New York 2003. ISBN 978-0-425-18836-1.
- Laurell K. Hamilton: Incubus Dreams. Berkley Books, New York 2004. ISBN 978-0-425-19824-7.
- Laurell K. Hamilton: Micah. Jove Books, New York 2006. ISBN 978-0-515-14087-3.
- Laurell K. Hamilton: Danse Macabre. Berkley Books, New York 2006. ISBN 978-0-425-20797-0.
- Laurell K. Hamilton: The Harlequin. Berkley Books, New York 2007. ISBN 978-0-425-21724-5.
- Laurell K. Hamilton: Blood Noir. Berkley Books, New York 2008. ISBN 978-0-425-22219-5.
- Laurell K. Hamilton: Skin Trade. Berkley Books, New York 2009. ISBN 978-0-425-22772-5.
- Laurell K. Hamilton: Flirt. Berkley Books, New York 2010. ISBN 978-0-425-23567-6.
- Laurell K. Hamilton: Bullet. Berkley Books, New York 2010. ISBN 978-0-425-23433-4.
- Laurell K. Hamilton: Hit List. Berkley Books, New York 2011.
- Laurell K. Hamilton: Kiss the Dead. Berkley Books, New York 2012. ISBN 978-0-425-24754-9.
- Laurell K. Hamilton: Affliction. Berkley Books, New York 2013.
- Laurell K. Hamilton: Jason. Jove Books, New York 2014. ISBN 978-0-515-15607-2.

Sammelbände
- Laurell K. Hamilton: Club Vampyre. Guild America Books, New York 1995. ISBN 978-1-56865-529-1.  Enthält die Romane Guilty Pleasures, Laughing Corpse und Circus of the Damned.
- Laurell K. Hamilton: The Midnight Cafe. Berkley Pub., New York 1998. ISBN 978-1-56865-765-3.  Enthält die Romane Lunatic Cafe, Killing Dance und Bloody Bones.
- Laurell K. Hamilton: Black Moon Inn. Science Fiction Book Club, New York 1999. ISBN 978-0-7394-0046-3.  Enthält die Romane Burnt Offerings und Blue Moon.

Meredith-Gentry-Serie
- Laurell K. Hamilton: A Kiss of Shadows. 1. Auflage. Ballantine Books, New York 2000. ISBN 978-0-345-42339-9.
- Laurell K. Hamilton: A Caress of Twilight. 1. Auflage. Ballantine Books, New York 2002. ISBN 0-345-43527-3.
- Laurell K. Hamilton: Seduced by Moonlight. 1. Auflage. Ballantine Books, New York 2004. ISBN 0-345-44356-X.
- Laurell K. Hamilton: A Stroke of Midnight. 1. Auflage. Ballantine Books, New York 2005. ISBN 0-345-44357-8.
- Laurell K. Hamilton: Mistral's Kiss. 1. Auflage. Ballantine Books, New York 2006. ISBN 978-0-345-44358-8.
- Laurell K. Hamilton: A Lick of Frost. 1. Auflage. Ballantine Books, New York 2007. ISBN 978-0-345-49590-7.
- Laurell K. Hamilton: Swallowing Darkness. 1. Auflage. Ballantine Books, New York 2008. ISBN 978-0-345-49593-8.
- Laurell K. Hamilton: Divine Misdemeanors. 1. Auflage. Ballantine Books, New York 2009. ISBN 978-0-345-49596-9.

Andere Werke
- Laurell K. Hamilton: Nightseer. 1. Auflage. Penguin Books, New York 1992. ISBN 978-0-451-45143-9.
- Laurell K. Hamilton: Nightshade. 1992. ISBN 978-0-671-79566-5. (Aus der Reihe Star Trek: The Next Generation, Band 24)
- Laurell K. Hamilton: Death of a Darklord. 4. Auflage. Wizards of the Coast, Renton 2007. ISBN 978-0-7869-4122-3. (Aus der Ravenloft-Serie)
- Laurell K. Hamilton: Strange Candy. Berkley Books, New York 2006. ISBN 0-425-21201-7. (Kurzgeschichtensammlung)

Anthologiebeiträge
- Laurell K. Hamilton: Magic Like Heat Across My Skin. In: J. D. Robb, Laurell K. Hamilton, Susan Krinard, Maggie Shayne: Out Of This World. Jove Books, New York, 2001. ISBN 0-515-13109-1.  Enthält u. a. die ersten 100 Seiten von Narcissus In Chains
- Laurell K. Hamilton: Beyond the Ardeur. In: Laurell K. Hamilton, MaryJanice Davidson, Eileen Wilks, Rebecca York: Cravings. Jove Books, New York 2004. ISBN 0-515-13815-0.
- Laurell K. Hamilton: The Girl Who Was Infatuated with Death. In: Laurell K. Hamilton, Charlaine Harris, MaryJanice Davidson, Angela Knight, Vickie Taylor: Bite. Jove Books, New York 2005. ISBN 0-515-13970-X.
- Laurell K. Hamilton: A Clean Sweep. In: John Varley and Ricia Mainhardt (Hg.): Superheroes. Ace Books, New York 1996. ISBN 978-0-441-00307-5.

### Deutsche Ausgaben
Anita-Blake-Serie
1. Laurell K. Hamilton: Bittersüsse Tode. 3. Auflage. Bastei Lübbe, Bergisch Gladbach 2003. ISBN 978-3-404-15053-3. (OT: Guilty Pleasures)
2. Laurell K. Hamilton: Blutroter Mond. 1. Auflage. Bastei Lübbe, Bergisch Gladbach 2005. ISBN 978-3-404-15258-2. (OT: Laughing Corpse)
3. Laurell K. Hamilton: Zirkus der Verdammten. 2. Auflage. Bastei Lübbe, Bergisch Gladbach 2005. ISBN 978-3-404-15371-8. (OT: Circus of the Damned)
4. Laurell K. Hamilton: Gierige Schatten. 1. Auflage. Bastei Lübbe, Bergisch Gladbach 2006. ISBN 978-3-404-15466-1. (OT: The Lunatic Cafe)
5. Laurell K. Hamilton: Bleiche Stille. 2. Auflage. Bastei Lübbe, Bergisch Gladbach 2006. ISBN 978-3-404-15548-4. (OT: Bloody Bones)
6. Laurell K. Hamilton: Tanz der Toten. 1. Auflage. Bastei Lübbe, Bergisch Gladbach 2007. ISBN 978-3-404-15626-9. (OT: The Killing Dance)
7. Laurell K. Hamilton: Dunkle Glut. 2. Auflage. Bastei Lübbe, Bergisch Gladbach 2007. ISBN 978-3-404-15756-3. (OT: Burnt Offerings)
8. Laurell K. Hamilton: Ruf des Blutes. 3. Auflage. Bastei Lübbe, Bergisch Gladbach 2009. ISBN 978-3-404-15972-7. (OT: Blue Moon)
9. Laurell K. Hamilton: Göttin der Dunkelheit. 1. Auflage. Bastei Lübbe, Köln 2010. ISBN 978-3-404-16410-3. (OT: Obsidian Butterfly)
10. Laurell K. Hamilton: Herrscher der Finsternis. 1. Auflage. Bastei Lübbe, Köln 2010. ISBN 978-3-404-16442-4. (OT: Obsidian Butterfly)
11. Laurell K. Hamilton: Jägerin des Zwielichts. 1. Auflage. Bastei Lübbe, Köln 2011. ISBN 978-3-404-16054-9. (OT: Narcissus in Chains)
12. Laurell K. Hamilton: Nacht der Schatten. 1. Auflage. Bastei Lübbe, Köln 2011. ISBN 978-3-404-16588-9 (OT: Narcissus in Chains)
13. Laurell K. Hamilton: Finsteres Verlangen. 1. Auflage. Bastei Lübbe, 22. Juni 2012 ISBN 978-3-404-16677-0 (OT: Cerulean Sins)
14. Laurell K. Hamilton: Schwarze Träume. 1. Auflage. Bastei Lübbe, 2013 ISBN 978-3-404-16740-1 (OT: Incubus Dreams 1. Teil)
15. Laurell K. Hamilton: Blinder Hunger. 1. Auflage. Bastei Lübbe, 2013 ISBN 978-3-404-16806-4 (OT: Incubus Dreams 2. Teil)

Meredith-Gentry-Serie
- Laurell K. Hamilton: Schattenkuss. 1. Auflage. Goldmann, München 2002. ISBN 978-3-442-36816-7. (OT: A Kiss of Shadows)
- Laurell K. Hamilton: Nachtschwärmer. 1. Auflage. Goldmann, München 2003. ISBN 978-3-442-35895-3. (OT: A Caress of Twilight)